# Louis Pothuau
Louis Pierre Alexis Pothuau (Parigi, 28 ottobre 1815 – Parigi, 7 ottobre 1882) è stato un politico e ammiraglio francese.

## Biografia
Nel 1831 entrò nell'Ecole navale, e divenne tenente di vascello nel 1840, capitano di fregata nel 1850 e contrammiraglio nel 1864, partecipando alla guerra d'Algeria e di Crimea. Durante la guerra franco-prussiana del 1870 comandò la VI Divisione della III armata di Parigi e fu promosso vice-ammiraglio il 12 gennaio 1871.
L'8 febbraio fu eletto deputato all'Assemblea Nazionale e ottenne il ministero della Marina e Colonie nel governo Thiers. Conservatore ma repubblicano, fu all'opposizione del governo del monarchico de Broglie. Il 10 dicembre 1875 fu eletto senatore a vita e ottenne il 13 dicembre 1877 il ministero della Marina e Colonie nel governo Dufaure. Il 18 febbraio 1879 fu nominato ambasciatore a Londra. Dimissionario nel 1880, tornò in Senato e ottenne la legion d'onore il 1º aprile 1880.